# Jonas Juodišius
Jonas Juodišius, litovski general, * 1893, † 1950.